# التحالف الإسلامي الوطني (الكويت)
التحالف الإسلامي الوطني هو حزب سياسي شيعي في الكويت، تأسس في عام 1988 بعد أن بدأت حركتها في فترة الستينات، وتم اختيار الاسم التحالف الإسلامي الوطني في منتصف التسعينات، ومن أبرز الأعضاء أحمد لاري وعدنان عبد الصمد.